# Moulay Yacoub
Moulay Yacoub, Moulay Yaâcoub ou Moulay Yâkoub (pronúncia: mulái iácube; em árabe: مولاي يعقوب) é uma vila e estância termal do centro-norte de Marrocos, capital da província homónima, que faz parte da região de Fez-Boulemane. Em 2004 tinha 3 153 habitantes e estimava-se que em 2012 tivesse 3 510 habitantes.
Situa-se a pouco mais de 20 km por estrada a noroeste de Fez. É conhecida pelas suas fontes termais, com águas muito quentes (54°C) sulfúreas e e radiotivas, benéficas para reumatismo, doenças de pele e doenças venéreas. No centro da localidade encontra-se o túmulo do marabuto (santo) que lhe deu o nome, o qual é o destino de peregrinação de muitos muçulmanos.